# إدموند كارتر
إدموند كارتر (5 يونيو 1785 - )  (بالإنجليزية: Edmund Carter)‏ هو لاعب كريكت بريطاني.